# Brian Patchett
Brian Patchett (* 2. Mai 1939 in Coventry) war ein britischer Gefreiter des Intelligence Corps, der im Juli 1963 in die DDR überlief.

## Leben
Patchett trat 1958 als 19-Jähriger in die Nachrichtentruppe (Intelligence Corps) des Britischen Heeres ein. Er erhielt eine Ausbildung als Horchfunker Russisch und als Auswerter für dechiffrierte feindliche Funksignale (Analyst Special Intelligence). Bevor er nach Deutschland versetzt wurde, verbrachte er einige Zeit bei der 4 Communications Company, wo sein Vorgesetzter ihn zu einem Arzt überwies, der ihn an einen Psychiater verwies. Einer Empfehlung für eine medizinische Herabstufung wurde offenbar nicht Folge geleistet. Im November 1962 wurde er zum 13(UK) Signal Regiment nach Gatow versetzt. 1963 begann er eine Beziehung zu der 21-jährigen Rosemarie Zeiss, einer Studentin, deren Eltern in Saalfeld in Thüringen, damals zur DDR gehörend, lebten. Während ihres Ferienjobs im Februar/März 1963 arbeitete sie während 24 Tagen bei der NAAFI in RAF GATOW, wo sie Patchett kennen lernte.
Als sie ihr Studium an der Universität wieder begann, traf sie sich weiterhin gelegentlich mit Patchett aber am 12. Juni beendete sie die Beziehung. Brian schrieb Rosemarie weiterhin und drückte seine Unzufriedenheit über sein Leben in der Armee aus. Am 2. Juli teilte er ihr seine Absicht mit, überzulaufen, allerdings erhielt sie den Brief erst am 4. Juli; bei ihrer Befragung durch die Behörden übergab sie den gesamten Briefwechsel. Dieser Brief enthält auch den folgenden Passus. „Das einzige Problem ist, dass die Armee sich weigert, mich zu versetzen. Bevor ich dich traf, hatte ich etwa vier Anträge auf Versetzung in Erwägung gezogen. Kurz nachdem ich dich kennengelernt habe, habe ich sie zurückgezogen. Jetzt weigert sich die Armee, sie wieder zu prüfen. Aus diesem Grund ziehe ich auf eigene Faust aus. Leider kann ich Europa nicht verlassen, so dass mir nur ein Weg bleibt.“ Patchetts Einheit hatte keine Kenntnis von den angeblichen Versetzungsanträgen, aber weitere Nachforschungen wurden angestellt.
Eine Untersuchung ergab, „dass es keinen Hinweis darauf gibt, dass Patchetts Überlaufen von einer feindlichen Stelle geplant oder veranlasst wurde. Die weitere Untersuchung von Patchetts Verbindung zu Fräulein Rosemarie Zeiss fügt der Zusammenfassung der Untersuchung bis zum 10. Juli 1963 wenig hinzu. Es gibt Hinweise darauf, dass die Ablehnung, die Fräulein Zeiss ihm entgegenbrachte, zumindest zu seiner Entscheidung, überzulaufen, beigetragen hat. Es gibt jedoch keine Beweise dafür, dass sein Überlaufen eine gesteuerte Operation war, und es gibt keinen Hinweis auf eine Mitschuld von Zeiss, die bei der Befragung einen guten Eindruck machte.“
Obwohl er nur den Rang eines Corporals (Gefreiter) hatte, verfügte er über ein umfassendes Wissen über den Einsatz der britischen und amerikanischen Aufklärungseinheiten in Westdeutschland und war deshalb er für die DDR-Behörden ein wertvoller Fang. Welche Erkenntnisse diese aus dem Fall zogen, ist nicht bekannt, ebenso wie über sein weiteres Schicksal.